# Afrenella
Afrenella là một chi bướm đêm thuộc họ Noctuidae.